# Dobromir Zsecsev
Dobromir Georgiev Zsecsev (bolgárul: Добромир Георгиев Жечев, Szófia, 1942. november 12. –) bolgár válogatott labdarúgó, edző.
A bolgár válogatott tagjaként részt vett az 1962-es, az 1966-os, 1970-es és az 1974-es világbajnokságon.

## Sikerei, díjai
Szpartak Szofija
- Bolgár kupa (1): 1967–68

Levszki Szofija
- Bolgár bajnok (2): 1969–70, 1973–74
- Bolgár kupa (2): 1969–70, 1970–71